# فيل نيومان
فيل نيومان (بالألمانية: Phil Neumann) (مواليد 8 يوليو 1997) هو لاعب كرة قدم ألماني ، يلعب حاليًا لنادي شالكه 04 الألماني في مراكز الظهير الأيمن والجناح الأيمن وخط الوسط الدفاعي.

## روابط خارجية
- فيل نيومان على موقع قاعدة بيانات كرة القدم.إي يو (الإنجليزية)
- فيل نيومان على موقع Soccerway.com (الإنجليزية)
- فيل نيومان على موقع عالم كرة القدم.نت (الإنجليزية)
- فيل نيومان على موقع AS.com (الإسبانية)